# トマムサホロエクスプレス

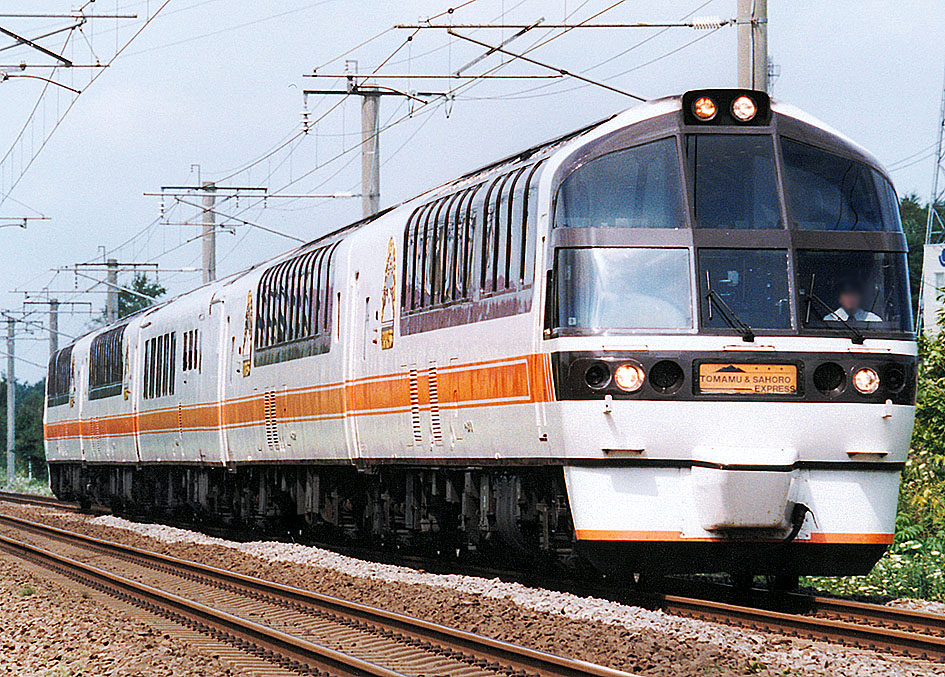
トマムサホロエクスプレス

トマムサホロエクスプレスは、北海道旅客鉄道（JR北海道）が1987年（昭和62年）から2007年（平成19年）まで保有していた鉄道車両（気動車）で、ジョイフルトレインと呼ばれる車両の一種である。
最盛期には6編成を保有していたJR北海道のジョイフルトレインの一つで、苗穂工場でキハ80系を改造して製作された。当初は3両編成であったが、1988年（昭和63年）には食堂車を組み込んだ5両編成となった。

## 構造

### 普通車

#### 車体

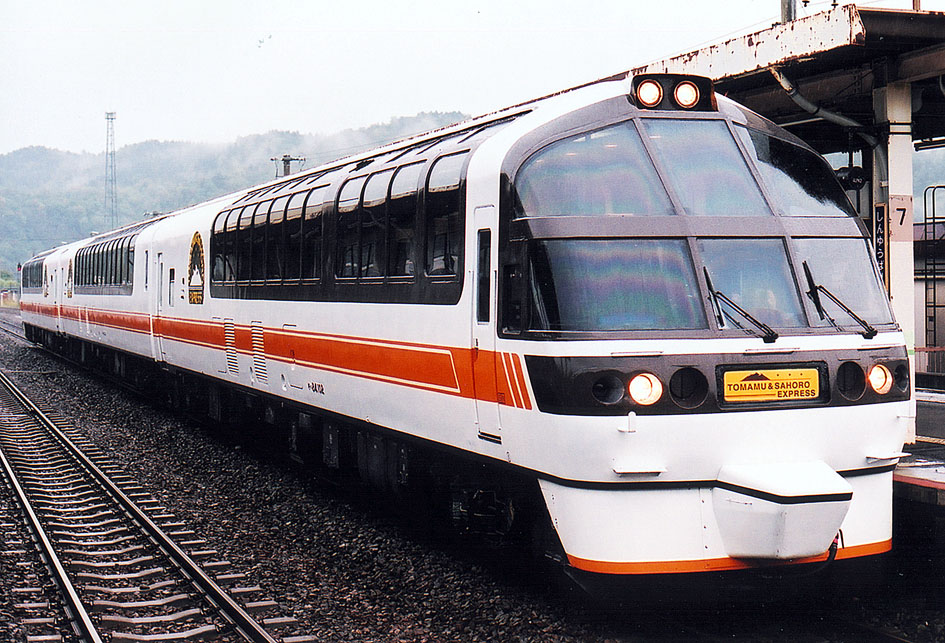
トマムサホロエクスプレス（新得駅、2002年9月28日）

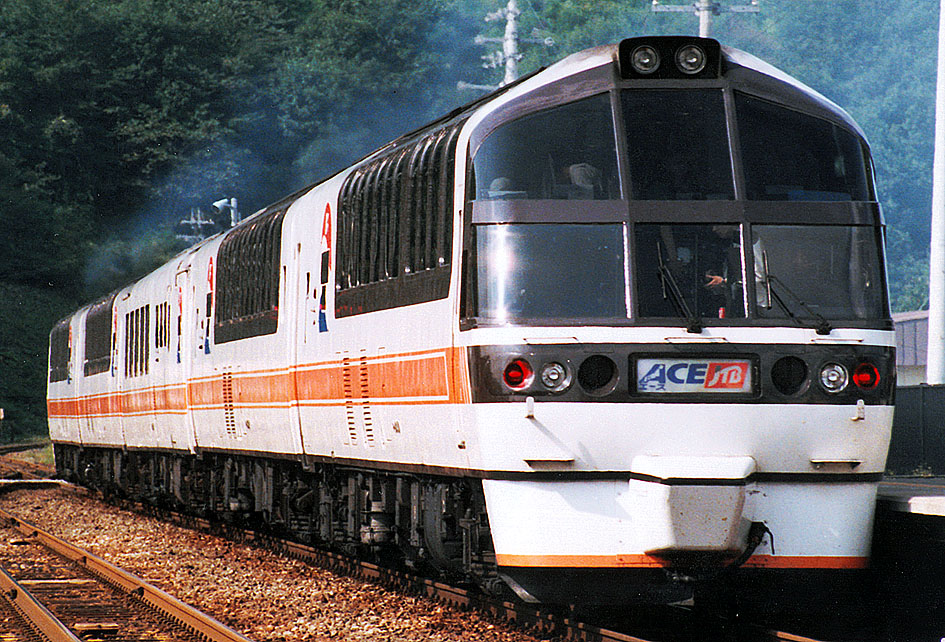
JTBパノラマエクスプレス（新得駅付近、1990年9月3日）

車体については台枠のみ再利用し、構体は完全に新製している。構体は新日本製鐵室蘭製鐵所（当時）で製作し、苗穂工場に陸送の上、台枠と接合している。「フラノエクスプレス」と同様、屋根を車両限界一杯の位置まで上げ、客室の高さを上げたハイデッカー構造であるが、「トマムサホロエクスプレス」では客室を全面的にハイデッカーとし、また床面高さも「フラノエクスプレス」のハイデッカー部分よりさらに80 mmかさ上げされ（台枠上面から床面までの高さは860 mm）、眺望性が向上された。側面の窓は曲面ガラスとし、屋根部には天窓を設けている。
先頭車の前面は「アルファコンチネンタルエクスプレス」や「フラノエクスプレス」と同様、ガラスを上下段各3枚ずつ計6枚はめこみ、運転室の位置を低くし、客室からの前面展望を可能とした構造であるが、「トマムサホロエクスプレス」では前面全体を卵形とし、丸みを持たせた形状としている。
出入口扉は側面1か所に設けている。車体内部の客室床下にスキーロッカーを設置しており、車体側面の窓下に設けられているドアを開閉してスキー板を出し入れすることができる。
車体塗装は、車体の地色を白地とし、側面にはオレンジ色の帯を配し、側面と前面の窓周りをダークブラウンとしている。登場時の記事写真では、前面の窓部と灯火類の間の部分もダークブラウンに塗られており、ややイメージが異なる。

#### 車内
「フラノエクスプレス」と同様、グレー基調の室内である。
座席は背面に大型テーブルを備え付けたリクライニングシートで、表地のモケットは灰色濃淡2色である。各席にAV装置を設置しており、座席背面には3インチの液晶テレビを備え、肘掛けにはマルチチャンネルステレオを備える。液晶テレビはビデオ放送のほか、運転室に設置されたビデオカメラにより前面の風景を映し出すことが可能である。
「フラノエクスプレス」では日除けのため窓に着色フィルムを貼ったが、「トマムサホロエクスプレス」では窓に巻き上げ式カーテンを取り付けている。
窓の構造の関係で車内に荷物棚を設置していないので、車端部には荷物置き場とスキー置き場を設けている。

#### 台車・機器
台車・走行機器は変更されておらず、台車はDT31B形（キハ83形の付随台車はTR68A）、DMH17Hエンジン（キハ83形が1台、キハ84形が2台）のままである。
全長にわたって屋根を高めたため冷房装置は従来のものを使わず、能力15,000kcal/hのものを車体内部の客室床下に装備している。冷暖房の電源（発電セット）はキハ83形に設けられているが、キハ183系と同様の直噴式のDMF13HS-G形発電用エンジン・DM82A形発電機に変更された。

### 食堂車
食堂車は国鉄分割民営化の際に保留車のままJR北海道に承継されたキシ80形を改造したもので、車体はハイデッカー構造ではなく、平屋構造であるが、車体断面形状は他車と揃えられている。塗装は他車と基本的に同一であるが、窓周りも白く塗られている。車内の食堂部分はアール・デコ調のデザインで、食堂の座席は一方を2列、他方を1列とした固定クロスシートである。

## 編成
以下の5両編成で運行された。車両番号横のカッコ内は旧車両番号。食堂車を除く各車は普通車扱いである。
- キハ84 101（キハ80 160）定員44名
- キハ83 102（キハ82 80）定員52名
- キシ80 501（キシ80 29）食堂車
- キハ83 101（キハ82 86[3]）定員52名
- キハ84 102（キハ80 166）定員44名

## 運用
キハ84 101・102、キハ83 101は1987年（昭和62年）12月10日に落成し、苗穂運転所に配置されて同年12月19日から「アルファコンチネンタルエクスプレス」とともに札幌 - トマム間のリゾート列車に使用された。
翌1988年（昭和63年）4月には食堂車キシ80 501が、5月にはキハ83 102が落成し、5両編成となった。その後スキー人口の減少やキシの食堂利用客の減少などを理由に、1998年（平成10年）冬よりこの2両は編成から抜き取られ、再び3両編成での運行となった。

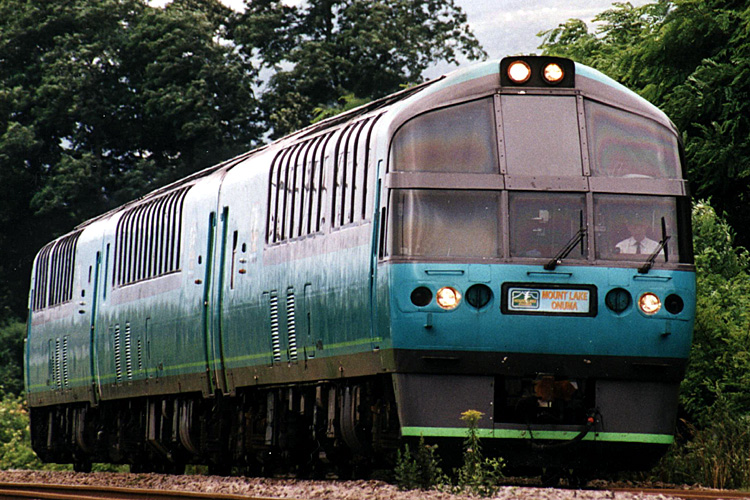
マウントレイク塗装

1999年（平成11年）には「マウントレイク編成」として緑主体の塗装となり、内装も一部変更された。
2002年（平成14年）8月のマウントレイク編成としての運行が終わると、登場当時の塗装デザインに戻され、同年9月14日から毎週末に北海道内各地で「さよなら運転」を行い、同年10月14日を最後に営業運転を終了した。
本車両の運用離脱により、キハ80系は改造車も含めた全ての車両が営業運行を終了した。引退後、先頭車と食堂車が長らく苗穂工場に留置されていたが、2013年（平成25年）9月に解体された。これによりすべての車両が解体された為現存しない

### 四国での展示

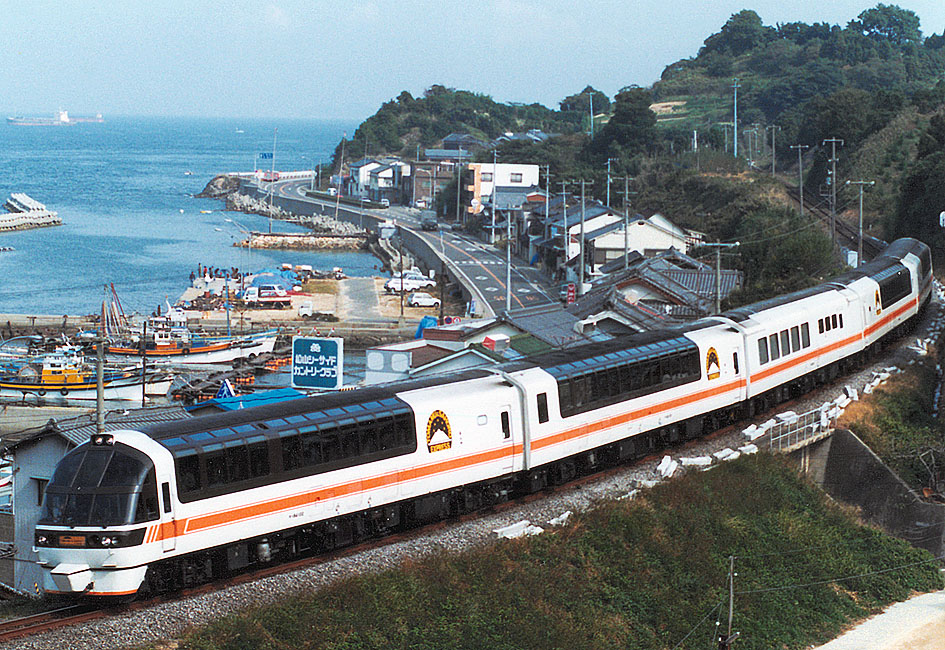
予讃線菊間 - 浅海間を走行する「トマムサホロエクスプレス」（1989年11月4日）

1989年（平成元年）11月3 - 5日には四国四県と四国旅客鉄道（JR四国）が共同展開していた観光キャンペーン「しあわせランド四国」の一環として、JR各社のジョイフルトレインによる四国行きの団体ツアーを行い、その間合いで体験乗車や団体ツアー、高松駅・松山駅などで展示する「JR6社ジョイフルトレイン大集結」と称したイベントが開催された。このときにJR北海道からは本編成が展示されることになり、10月31日から11月3日にかけて機関車牽引で日本海縦貫線（羽越本線・北陸本線など）を経由して高松駅まで運転された。11月4日には予讃線高松 - 松山間を自力で走行し体験乗車でも使用、松山駅で展示され、帰路は11月5日、松山 - 多度津間を自力で走行し、多度津駅から機関車牽引で11月6日から11月10日にかけて東海道本線・東北本線経由で北海道へ戻った。11月6日には途中の大阪駅でも展示された。
JR北海道のリゾート列車が秋田県以西（西日本地区）を走行した唯一の例であり、キハ80系としても最初の四国地区への入線となった。